# H.B. Higgins
Henry Bournes Higgins, född 30 juni 1851 i Newtownards i grevskapet Down i Ulster, död 13 januari 1929 i Dromana i Victoria, var en australisk jurist och politiker som företrädde Australiens arbetarparti i regeringen utan att formellt ansluta sig till partiet. Han var ledamot av Australiens representanthus 1901–1906 och Australiens justitieminister (Attorney-General) från april till augusti 1904. Han tjänstgjorde som domare i Australiens högsta domstol från 1906 fram till sin död.
Higgins, son till en metodistpräst, gravsattes i en anglikansk ceremoni i Dromana.